# Vila do Bispo
Vila do Bispo is een gemeente in het Portugese district Faro.
De gemeente heeft een totale oppervlakte van 178 km² en telde 5349 inwoners in 2001.

## Plaatsen in de gemeente
- Barão de São Miguel
- Budens
- Raposeira
- Sagres
- Vila do Bispo